# Empalme (Meksyk)
Empalme – miasto w Meksyku, w stanie Sonora.